# Teatro Santi Giovanni e Paolo
Il Teatro Santi Giovanni e Paolo era un teatro d'opera di proprietà della famiglia Grimani, il più importante di Venezia dalla sua apertura all'inaugurazione (1678) del Teatro San Giovanni Grisostomo. Sorgeva su un terreno nelle vicinanze della Calle della Testa.
Presso il Sir John Soane's Museum è conservata una piantina del teatro risalente alla fine del Seicento.
Nel 1639 viene inaugurato con l'opera La Delia, o sia La sera sposa del sole di Francesco Mannelli.
Nel 1640 si tiene la prima assoluta de Il ritorno d'Ulisse in patria di Claudio Monteverdi cui seguono, dello stesso compositore nel 1641 la prima assoluta di Le nozze d'Enea con Lavinia, nel 1642 Gli amori di Giasone e d'Isifile di Marco Marazzoli, L'incoronazione di Poppea di Monteverdi e Narciso et Ecco immortalati di Filippo Vitali, nel 1643 Il principe giardiniero Benedetto Ferrari, nel 1644 L'Ulisse errante di Francesco Sacrati (compositore), nel 1653 Ciro di Francesco Cavalli, nel 1655 Statira, principessa di Persia e Xerse di Cavalli, nel 1656 Artemisia di Cavalli, nel 1658 Il Medoro di Francesco Lucio e nel 1659 La costanza di Rosimonda di Giambattista Volpe.
Nel 1660 Marco Faustini diventa l'impresario del teatro ed avviene la prima assoluta di Antigona delusa da Alceste di Pietro Andrea Ziani, nel 1661 Gl'amori infruttuosi di Pirro di Antonio Sartorio ed Annibale in Capua di Ziani, nel 1662 Le fatiche d'Ercole per Deianira e Gli scherzi di fortuna subordinato al Pirro di Ziani, nel 1663 L'amor guerriero di Ziani e Gli amori di Apollo e di Leucotea di Volpe, nel 1664 La Rosilena di Volpe e Scipione Affricano di Cavalli, nel 1665 Perseo di Andrea Mattioli (compositore), nel 1666 Il Tito di Antonio Cesti, nel 1667 Alciade di Ziani Il tiranno humiliato d'amore, overo Il Meraspe di Carlo Pallavicino, nel 1669 Artaxerses, ovvero L'Ormonda costante di Carlo Grossi, L'Ermengarda, regina de' longobardi di Sartorio e Genserico di Gian Domenico Partenio, nel 1670 Semiramide di Ziani, nel 1671 Heraclio di Ziani, nel 1672 Attila di Ziani e Caligula delirante di Giovanni Maria Pagliardi, nel 1673 Lisimaco di Pagliardi, nel 1674 Diocleziano di Pallavicino ed Il Numa Pompilio di Pagliardi e nel 1675 Enea in Italia e Galieno di Pallavicino.
Venne demolito nella seconda metà del 1700, in seguito al crollo del tetto.